# Antiblemma stictogyna
Antiblemma stictogyna là một loài bướm đêm trong họ Erebidae.